# Kalsiliet
Het mineraal kalsiliet is een kalium-aluminium-silicaat met de chemische formule KAlSiO4. Het tectosilicaat behoort tot de veldspaatvervangers.

## Eigenschappen
Het kleurloze, witte of grijze kalsiliet heeft een glas- tot vetglans, een witte streepkleur en de splijting is onduidelijk volgens de kristalvlakken [1010] en [0001]. De gemiddelde dichtheid is 2,6 en de hardheid is 6. Het kristalstelsel is trigonaal en de radioactiviteit van het mineraal is nauwelijks meetbaar. De gamma ray waarde volgens het American Petroleum Institute is 351,79.

## Naamgeving
De naam van het mineraal kalsiliet is afgeleid van de samenstelling; de elementen kalium, aluminium en silicium.

## Voorkomen
Kalsiliet komt voornamelijk voor in silica-arme stollingsgesteenten en nefelien-houdende metamorfe gesteenten. De typelocatie is de Kyambogo krater in het Bynyaryguru veld, Lake Mafuru, Oeganda.